# Misery-Courtion
Misery-Courtion là một đô thị trong huyện See thuộc bang Fribourg ở Thụy Sĩ. Đô thị này được lập ngày 1 tháng 1 năm 1997 thông qua việc hợp nhất các làng Misery, Courtion, Cormérod, và Cournillens.